# 帰還の大行進
帰還の大行進（きかんのだいこうしん、アラビア語: مسيرة العودة الكبرى、英語: Great March of Return）は、2018年3月から2019年12月までパレスチナ国ガザ地区で行われた、パレスチナ人の帰還権とイスラエルによる封鎖の解除を求めた大規模な非暴力抗議行進である。
イスラエルによって封鎖壁が設置されたガザ地区の境界に向けて行われた行進は、非暴力不服従の精神が提唱されたが、46人の子供を含む214人のパレスチナ人がイスラエル軍に殺害され、 8,800人の子供を含む36,100人以上の人々が負傷した。

## 背景
ガザ地区は2005年にイスラエルが占領軍を撤退し、パレスチナ自治政府の管轄となったが、イスラエルは電気、水道、空路、海路、陸路（検問所）などほとんどのインフラの統治を継続していた。2006年パレスチナ立法評議会選挙を経て、ハマースがガザ地区の実権を握ると、イスラエルとエジプトは分離壁を伴うガザ地区の封鎖を行った。
ガザ地区の人口の大半は、1948年のイスラエル建国とそれに伴うナクバによって難民となった生存者とその子孫であり、帰還の大行進はナクバによって故郷を奪われたパレスチナ人の帰還権とガザ地区の封鎖を求めた抗議として、有機的に発生した。

## 帰還の大行進
ガザ地区の住民がイスラエルへの帰還権を要求する平和的な抗議活動は、2010年代初頭にパレスチナ人ジャーナリストのアハメド・アブ・ラティマによって提唱されていた。
帰還の大行進の始まりは、ガザのジャーナリスト、ムタナ・アル・ナジャールが2018年にイスラエルとの境界付近に１ヶ月以上に渡ってテントを張ったことに端を発する。この抗議は、マーティン・ルーサー・キング・ジュニアやガンジーの非暴力的抗議を想起させるとして、ガザの知識人や大学関係者から広く支持を受けることになった。次第に抗議活動は拡大し、敵対していたハマースとファタハを含むほとんどのパレスチナの政治団体の支持を得た。
抗議活動はパレスチナの土地の日の2018年3月30日から6週間の間、毎週金曜日に行われることが予告され、初日には約3万人がイスラエルとの境界の500mから700mのところで行進に参加した。
抗議行動は概ね非暴力で平和的で、屋台でパレスチナ料理が振舞われ、伝統舞踊のダブケが踊られるなど、パレスチナ文化が色濃く反映されるものだった。しかし、イスラエル国防軍は境界に近づきすぎる参加者らに催涙弾と狙撃兵による実弾銃撃で攻撃した。
イスラエル国防軍は、初日だけで17人を殺害し、Twitter（現：X）に「全てが正確かつ計画的に行われ、全ての弾丸がどこに着弾したかを把握している」と意図した攻撃であることの声明を出したが、のちにこの声明は削除した。イスラエルのネタニヤフ首相は、「国と国境を守り、イスラエル国民が平和に祝日（過越）を祝えるようにしてくれた兵士たちに敬意を表します」と軍を称賛し、「主権と国民の安全を守る毅然とした行動」と主張した。
帰還の大行進は、後半には頻度を下げ、2019年12月27日まで続いたが。また、抗議活動はガザ地区に連帯を示して、ヨルダン川西岸地区にも広がった。
この抗議活動で、最終的に46人の子供を含む214人のパレスチナ人が殺害され、 8,800人の子供を含む36,100人以上の人々が負傷した。負傷者のうち、8,000人以上の人が実弾で狙撃されたことが負傷の原因だった。国際連合人道問題調整事務所 (OCHA) は、約22,578人以上の子供たちへ中度から重度のメンタルヘルスと心理社会的支援 (MHPSS)を提供する必要があると推計した。また、これらの多数の患者は地元の医療機関を圧迫し、複雑な手術が必要な負傷者はガザ地区内で対応出来なかったが、同地区外での治療には出域許可がなかな下りなかった。
対して、イスラエル国防軍の負傷者は4人で死亡者はいなかった。